# In concert (André Rieu)
In concert is een livealbum van André Rieu uit 1996. Het album stond twintig weken in de Nederlandse Album Top 100, met nummer 5 als hoogste notering. In België stond het tien weken genoteerd en in de Duitse albumlijst bleef het 66 weken staan. Het internationale succes van dit en drie andere albums leverde Rieu in 1997 de Conamus Exportprijs op.

## Nummers
| Nummer | naam, componist                                                      | duur |
| ------ | -------------------------------------------------------------------- | ---- |
| 1.     | Frühlingsstimmen-Walzer op. 410, Johann Strauss jr.                  | 5:22 |
| 2.     | Auf der Jagd, Johann Strauss jr.                                     | 2:07 |
| 3.     | Gold und Silber, Franz Lehár                                         | 7:26 |
| 4.     | Marche militaire, Franz Schubert                                     | 4:00 |
| 5.     | Ave Maria, Franz Schubert                                            | 4:57 |
| 6.     | Bahn frei, Eduard Strauss                                            | 3:07 |
| 7.     | Im Prater blüh'n wieder die Bäume, Robert Stolz                      | 2:58 |
| 8.     | Kortjakje, Wolfgang Amadeus Mozart                                   | 2:44 |
| 9.     | Im Krapfenwald, Johann Strauss jr.                                   | 3:21 |
| 10.    | Salomé, Robert Stolz                                                 | 3:32 |
| 11.    | An der schönen blauen Donau, Johann Strauss jr.                      | 7:16 |
| 12.    | Feuerfest Polka, Johann Strauss jr.                                  | 3:20 |
| 13.    | The last rose, Friedrich von Flotow                                  | 4:40 |
| 14.    | Circus Renz, Gustav Peter                                            | 3:03 |
| 15.    | Adieu, mein kleiner Gardeoffizier, Robert Stolz                      | 3:27 |
| 16.    | Strauß & co (medley), Franz Lehár, Emmerich Kálmán en Johann Strauss | 3:40 |
| 17.    | The second waltz, Dmitri Sjostakovitsj                               | 3:59 |